# Emmanuel Dennis
Emmanuel Bonaventure Dennis (Abuja, 15 novembre 1997) è un calciatore nigeriano, attaccante del Nottingham Forest.

## Carriera

### Club
Dopo aver militato per una stagione nella Prem"jer-liha ucraina con la maglia dello Zorja, nell'estate 2017 si trasferisce in Belgio al Club Bruges. Il 1º ottobre 2019 sigla una doppietta contro il Real Madrid al Santiago Bernabeu nell'incontro di Champions League valevole per la fase a gironi finito 2-2.
Il 25 gennaio 2021 viene ceduto in prestito ai tedeschi del Colonia.
Il 21 giugno dello stesso anno, rientrato dal prestito, viene ufficializzato dal Watford, che lo compra dai belgi del Club Brugge per 4 milioni di euro. Il 14 agosto 2021 trova la sua prima titolarità e segna il suo primo gol in Premier League, nella vittoria per 3-2 contro l'Aston Villa.
Il 13 agosto 2022 viene acquistato dal Nottingham Forest.
Il 15 settembre 2023, dopo avere trovato poco spazio, viene ceduto in prestito all'İstanbul Başakşehir.
Il 24 gennaio 2024 il prestito viene rescisso e, contestualmente, Dennis fa ritorno al Watford (questa volta a titolo temporaneo).

### Nazionale
Ha esordito in nazionale nel 2019.

## Statistiche

### Presenze e reti nei club
Statistiche aggiornate al 3 ottobre 2024.
| Stagione                 | Squadra                  | Campionato               | Campionato | Campionato | Coppe nazionali | Coppe nazionali | Coppe nazionali | Coppe continentali | Coppe continentali | Coppe continentali | Altre coppe | Altre coppe | Altre coppe | Totale | Totale |
| Stagione                 | Squadra                  | Comp                     | Pres       | Reti       | Comp            | Pres            | Reti            | Comp               | Pres               | Reti               | Comp        | Pres        | Reti        | Pres   | Reti   |
| ------------------------ | ------------------------ | ------------------------ | ---------- | ---------- | --------------- | --------------- | --------------- | ------------------ | ------------------ | ------------------ | ----------- | ----------- | ----------- | ------ | ------ |
| 2016-2017                | Zorja                    | PL                       | 22         | 6          | KU              | 1               | 0               | UEL                | 3                  | 0                  | -           | -           | -           | 26     | 6      |
| 2017-2018                | Club Bruges              | D1                       | 30         | 7          | CB              | 4               | 4               | UCL+UEL            | 2+2                | 1+0                | -           | -           | -           | 38     | 12     |
| 2018-2019                | Club Bruges              | D1                       | 26         | 7          | CB              | 1               | 0               | UCL+UEL            | 3+2                | 0+0                | -           | -           | -           | 32     | 7      |
| 2019-2020                | Club Bruges              | D1                       | 20         | 5          | CB              | 2               | 0               | UCL+UEL            | 10+1               | 3+1                | -           | -           | -           | 33     | 9      |
| 2020-gen. 2021           | Club Bruges              | D1                       | 9          | 0          | CB              | 0               | 0               | UCL                | 4                  | 0                  | -           | -           | -           | 13     | 0      |
| Totale Club Bruges       | Totale Club Bruges       | Totale Club Bruges       | 85         | 19         |                 | 7               | 4               |                    | 23                 | 5                  |             | -           | -           | 115    | 28     |
| gen.-giu. 2021           | Colonia                  | BL                       | 9          | 0          | CG              | 1               | 1               | -                  | -                  | -                  | -           | -           | -           | 10     | 1      |
| 2021-2022                | Watford                  | PL                       | 33         | 10         | FACup+CdL       | 0+2             | 0+0             | -                  | -                  | -                  | -           | -           | -           | 35     | 10     |
| ago. 2022                | Watford                  | FLC                      | 2          | 0          | FACup+CdL       | 0+0             | 0+0             | -                  | -                  | -                  | -           | -           | -           | 2      | 0      |
| 2022-2023                | Nottingham Forest        | PL                       | 19         | 2          | FACup+CdL       | 1+5             | 0+0             | -                  | -                  | -                  | -           | -           | -           | 25     | 2      |
| 2023-gen. 2024           | İstanbul Başakşehir      | SL                       | 8          | 0          | TK              | 0               | 0               | -                  | -                  | -                  | -           | -           | -           | 8      | 0      |
| gen.-giu. 2024           | Watford                  | FLC                      | 17         | 4          | FACup+CdL       | 1+0             | 0+0             | -                  | -                  | -                  | -           | -           | -           | 18     | 4      |
| Totale Watford           | Totale Watford           | Totale Watford           | 52         | 14         |                 | 3               | 0               |                    | -                  | -                  |             | -           | -           | 55     | 14     |
| 2024-2025                | Nottingham Forest        | PL                       | -          | -          | FACup+CdL       | -               | -               | -                  | -                  | -                  | -           | -           | -           | -      | -      |
| Totale Nottingham Forest | Totale Nottingham Forest | Totale Nottingham Forest | 19         | 2          |                 | 6               | 0               |                    | -                  | -                  |             | -           | -           | 25     | 2      |
| Totale carriera          | Totale carriera          | Totale carriera          | 195        | 41         |                 | 18              | 5               |                    | 26                 | 5                  |             | -           | -           | 239    | 51     |

### Cronologia presenze e reti in nazionale
| Cronologia completa delle presenze e delle reti in nazionale ― Nigeria | Cronologia completa delle presenze e delle reti in nazionale ― Nigeria | Cronologia completa delle presenze e delle reti in nazionale ― Nigeria | Cronologia completa delle presenze e delle reti in nazionale ― Nigeria | Cronologia completa delle presenze e delle reti in nazionale ― Nigeria | Cronologia completa delle presenze e delle reti in nazionale ― Nigeria | Cronologia completa delle presenze e delle reti in nazionale ― Nigeria | Cronologia completa delle presenze e delle reti in nazionale ― Nigeria |
| Data                                                                   | Città                                                                  | In casa                                                                | Risultato                                                              | Ospiti                                                                 | Competizione                                                           | Reti                                                                   | Note                                                                   |
| ---------------------------------------------------------------------- | ---------------------------------------------------------------------- | ---------------------------------------------------------------------- | ---------------------------------------------------------------------- | ---------------------------------------------------------------------- | ---------------------------------------------------------------------- | ---------------------------------------------------------------------- | ---------------------------------------------------------------------- |
| 10-9-2019                                                              | Dnipropetrovsk                                                         | Ucraina                                                                | 2 – 2                                                                  | Nigeria                                                                | Amichevole                                                             | -                                                                      | 82’                                                                    |
| 13-10-2019                                                             | Singapore                                                              | Brasile                                                                | 1 – 1                                                                  | Nigeria                                                                | Amichevole                                                             | -                                                                      | 79’                                                                    |
| 17-11-2020                                                             | Freetown                                                               | Sierra Leone                                                           | 0 – 0                                                                  | Nigeria                                                                | Qual. Coppa d'Africa 2021                                              | -                                                                      | 84’                                                                    |
| 25-3-2022                                                              | Kumasi                                                                 | Ghana                                                                  | 0 – 0                                                                  | Nigeria                                                                | Qual. Mondiali 2022                                                    | -                                                                      | 59’                                                                    |
| 29-3-2022                                                              | Abuja                                                                  | Nigeria                                                                | 1 – 1                                                                  | Ghana                                                                  | Qual. Mondiali 2022                                                    | -                                                                      | 78’                                                                    |
| 3-6-2022                                                               | Harrison                                                               | Ecuador                                                                | 1 – 0                                                                  | Nigeria                                                                | Amichevole                                                             | -                                                                      | 46’                                                                    |
| 13-6-2022                                                              | Abuja                                                                  | Nigeria                                                                | 2 – 1                                                                  | Sierra Leone                                                           | Qual. Coppa d'Africa 2023                                              | 1                                                                      | 71’                                                                    |
| 17-11-2022                                                             | Lisbona                                                                | Portogallo                                                             | 4 – 0                                                                  | Nigeria                                                                | Amichevole                                                             | -                                                                      | 76’                                                                    |
| Totale                                                                 |                                                                        | Presenze                                                               | 8                                                                      |                                                                        | Reti                                                                   | 1                                                                      |                                                                        |

## Palmarès

### Club
- Campionato belga: 2

Club Bruges: 2017-2018, 2019-2020
- Supercoppa del Belgio: 1

Club Bruges: 2018